# Jan Krawczyk

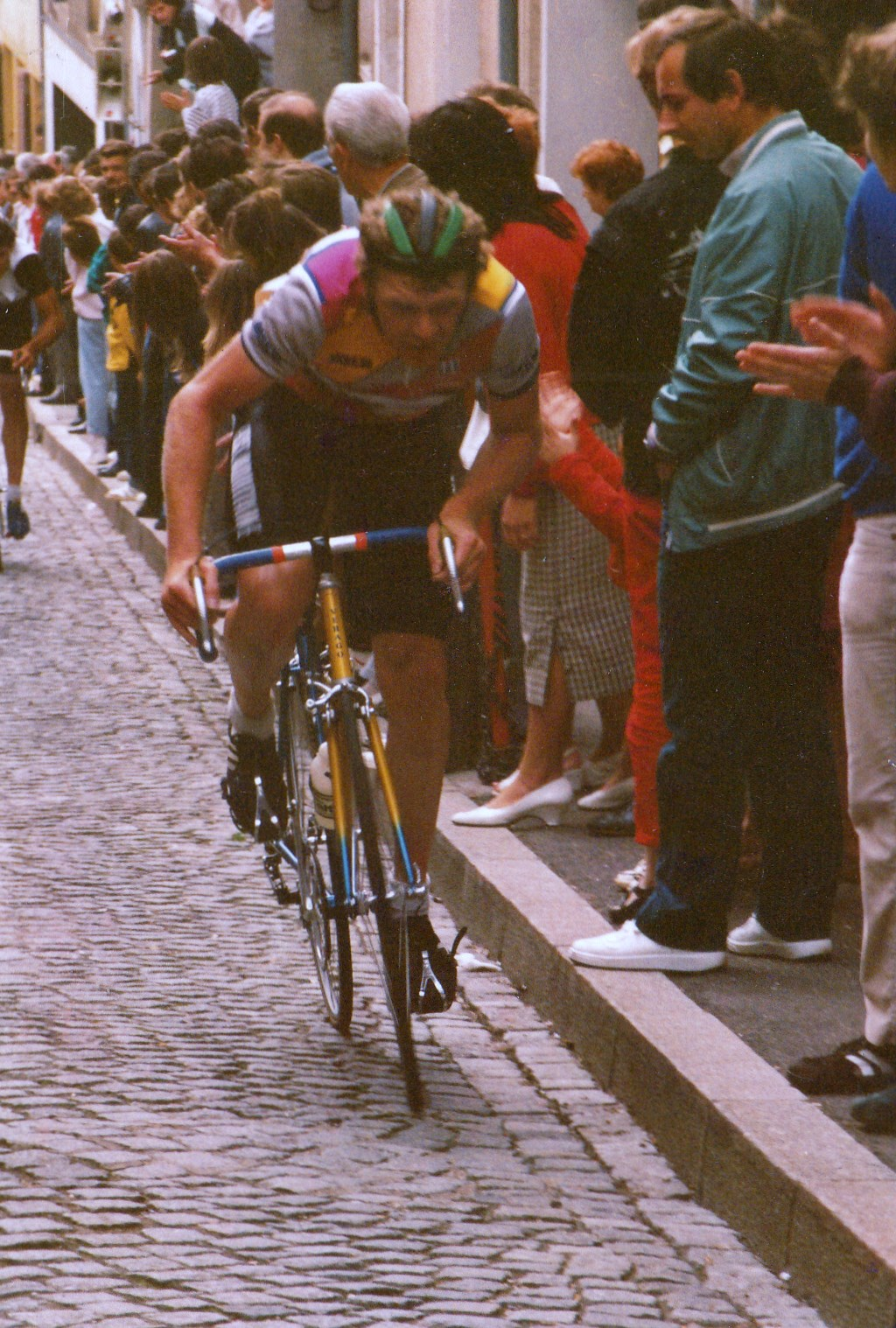
Jan Krawczyk

Jan Karol Krawczyk (* 10. Juni 1956 in Zakrzówek Szlachecki; † 14. Juli 2018 in Piotrków Trybunalski) war ein polnischer Radrennfahrer.

## Sportliche Laufbahn
Krawczyk war Straßenradsportler. 1978 holte er einen Etappensieg in der Niedersachsen-Rundfahrt. Krawczyk wurde 1979 nationaler Vize-Meister im Straßenrennen hinter Ryszard Szurkowski. In der Bergmeisterschaft 1980 wurde er Zweiter hinter Czesław Lang. Mit Stefan Janowski belegte er den 3. Platz in der Meisterschaft im Paarzeitfahren 1978. 1979 war er auf einer Etappe des Rennens Dookoła Mazowsza erfolgreich. In der Tour de l’Avenir belegte er den 5. Platz im Endklassement. In Finnland siegte er im Rennen Hämeen Pyörärinki.
In der Polen-Rundfahrt war er dreimal unter den ersten fünf Fahrern der Gesamtwertung (1978 - 5. Platz, 1979 - 3. Platz, 1980 - 5. Platz). In der Internationalen Friedensfahrt war er dreimal am Start. 1978 wurde er 17., 1979 6. und 1980 15. der Gesamtwertung.
Dreimal vertrat er Polen im Einzelrennen der UCI-Straßen-Weltmeisterschaften (1977 – 13. Platz, 1978 – 25. Platz, 1979 – 7. Platz).
1976 siegte Krawczyk im Eintagesrennen um den Großen Preis von Bełchatów. 1983 war er im Rennen Ronde van West-Henegouwen und auf einem Tagesabschnitt der Tour de Wallonie siegreich.